# Dario Chistolini

a Compétitions nationales et continentales officielles uniquement.

b Matchs officiels uniquement.
Dernière mise à jour le 2 juin 2020.
Dario Chistolini, né le 14 septembre 1988 à Kempton Park dans le Transvaal, est un joueur de rugby à XV sud-africain jouant avec l'équipe d'Italie. Évoluant au poste de pilier, il joue pour le Zebre en Pro12 depuis 2013.

## Carrière
- 2007-2011 : Petrarca
- 2011-2013 : Gloucester
- Depuis 2013 : Zebre

Après avoir joué avec l'équipe Italie A, Chistolini a connu sa première cape internationale avec l'Italie le 14 juin 2014 contre les Samoa, défaite 15 à 0, à l'occasion de la tournée d'été dans le Pacifique Sud.

## Statistiques en équipe nationale
Au 27 mars 2017, Dario Chistolini compte 10 sélections, depuis sa première sélection le 14 juin 2014 face aux Samoa.
Dario Chistolini participe à trois éditions du Tournoi des Six Nations en 2015, 2016 et 2017.
Dario Chistolini participe à une édition de la coupe du monde. En 2015, il joue lors de deux rencontres, face à l'Irlande et la Roumanie.